# Eritreansk-ortodoxa kyrkan
Eritreansk-ortodoxa kyrkan (tigrinja: ኦርቶዶክሳዊት ቤተ ክርስትያን ኤርትረ) är ett autokefalt orientaliskt ortodoxt kristet kyrkosamfund som är Eritreas nationella kyrka.

## Historia
Dess ställning som autokefal kyrka erkändes av patriarkatet inom den etiopisk-ortodoxa kyrkan då Eritrea blev självständigt 1991.
2005 avsattes och fängslades kyrkans överhuvud, patriark Antonios, av regeringen i Asmara. Istället valdes, efter påtryckningar den regeringstrogne patriarken Dioskoros. Detta förfarande fördömdes av övriga orientalisk ortodoxa kyrkor vilka inte erkänner Dioskoros som patriark. 

## Eritreansk-ortodoxa kyrkan i Sverige
Eritreansk-ortodoxa kyrkan finns i Sverige och står under den eritreansk-ortodoxa kyrkan och patriarken som residerar i Asmara. Medlemsförsamlingar finns i Stockholm och Göteborg och de grundades i slutet av 1980-talet.

### Fotnoter
1. ↑  ”Christian Population as Percentages of Total Population by Country”. Global Christianity. Pew Research Center. Arkiverad från originalet den 7 januari 2012. https://web.archive.org/web/20120107191939/http://features.pewforum.org/global-christianity/total-population-percentage.php. Läst 22 december 2011.
2. ↑  Eritreanskt-ortodoxa kyrkans i Sverige webbplats